# Jay Aston

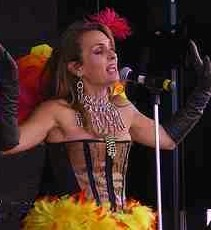
Jay Aston, 2009

Jay Aston (* 4. Mai 1961  in Surrey) ist eine britische Sängerin. Sie war von 1981 bis 1985 Teil der britischen Popband Bucks Fizz, mit der sie als jüngstes Mitglied im Alter von 19 Jahren den Eurovision Song Contest 1981 gewann. Während Astons Mitgliedschaft veröffentlichte die Band 12 ihrer 13 Top-40-Hits, inklusive drei Nummer-eins-Hits.

## Karriere
Aston stammte aus einer Theaterfamilie, ihr Vater war Komiker, während ihre Mutter bis zu ihrer Schwangerschaft als Tänzerin tätig war. Auch ihr Bruder Lance Aston trat schon beim Eurovision Song Contest 1980 mit seiner Band Prima Donna auf. 
Jay Aston wurde an der Italia Conti School of Speech and Drama als Tänzerin, Sängerin und Schauspielerin ausgebildet und trat schon in ihrer Jugend viele Male auf der Bühne auf, hauptsächlich als Tänzerin. Im Jahr 1977 wurde sie zur „Miss Purley“ gewählt, woraufhin sie am Miss-England-Wettbewerb teilnahm. In der Pause des im Fernsehen übertragenen Wettbewerbs Miss England 1978 trat die Gruppe CoCo auf, die gerade ausgewählt worden war, Großbritannien beim Eurovision Song Contest 1978 zu vertreten und bei der ihre spätere Bandkollegin Cheryl Baker mitspielte.
Als 1981 anlässlich des Eurovision Song Contests die Band Bucks Fizz gegründet wurde, wurde Aston eines der vier Mitglieder. Die Gruppe gewann mit „Making Your Mind Up“ und das Lied landete in vielen Ländern auf Platz 1, darunter auch im Vereinigten Königreich. Die Gruppe entwickelte sich zu einer der erfolgreichsten Gruppen der 1980er Jahre und landete in den nächsten Jahren viele Hit-Singles und Alben.
1993 veröffentlichte Aston die Single „Naked Phoenix“ und nahm ihr erstes eigenes Album auf. Im selben Jahr steuerte sie einen Song zum umstrittenen Michael-Winner-Film „Dirty Weekend“ bei, obwohl Aston angewidert die Premiere des Films verließ.
Im Jahr 2001 gründete sie eine Schule für darstellende Künste in ihrem Namen, die Jay Aston Theatre Arts School.
Ein Jahr später wurde sie Mitglied einer Coverband namens Monster Boogie und trat in einer Folge der Fernsehshow Never Mind the Buzzcocks als einer der mysteriösen Gäste in der Identitätsparade auf. Im folgenden Jahr veröffentlichte sie ein Album mit dem Titel Alive and Well mit 13 Titeln, die sie alle gemeinsam mit ihrem Ehemann geschrieben hatte.

## Diskografie
Soloalben
- 1984: Shape Up and Dance
- 1993: Lamb or Lizard (briefly sold on Aston's website)
- 2003: Alive and Well
- 2006: Lamb or Lizard (3-CD retrospective)
- 2016: I-Spy[1]